# Тыквина

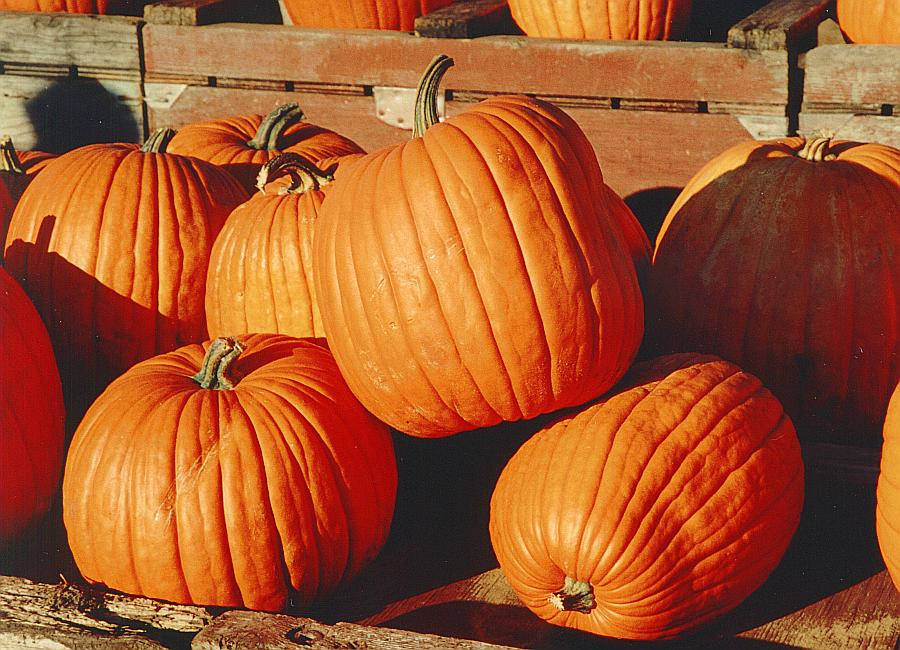
Тыква

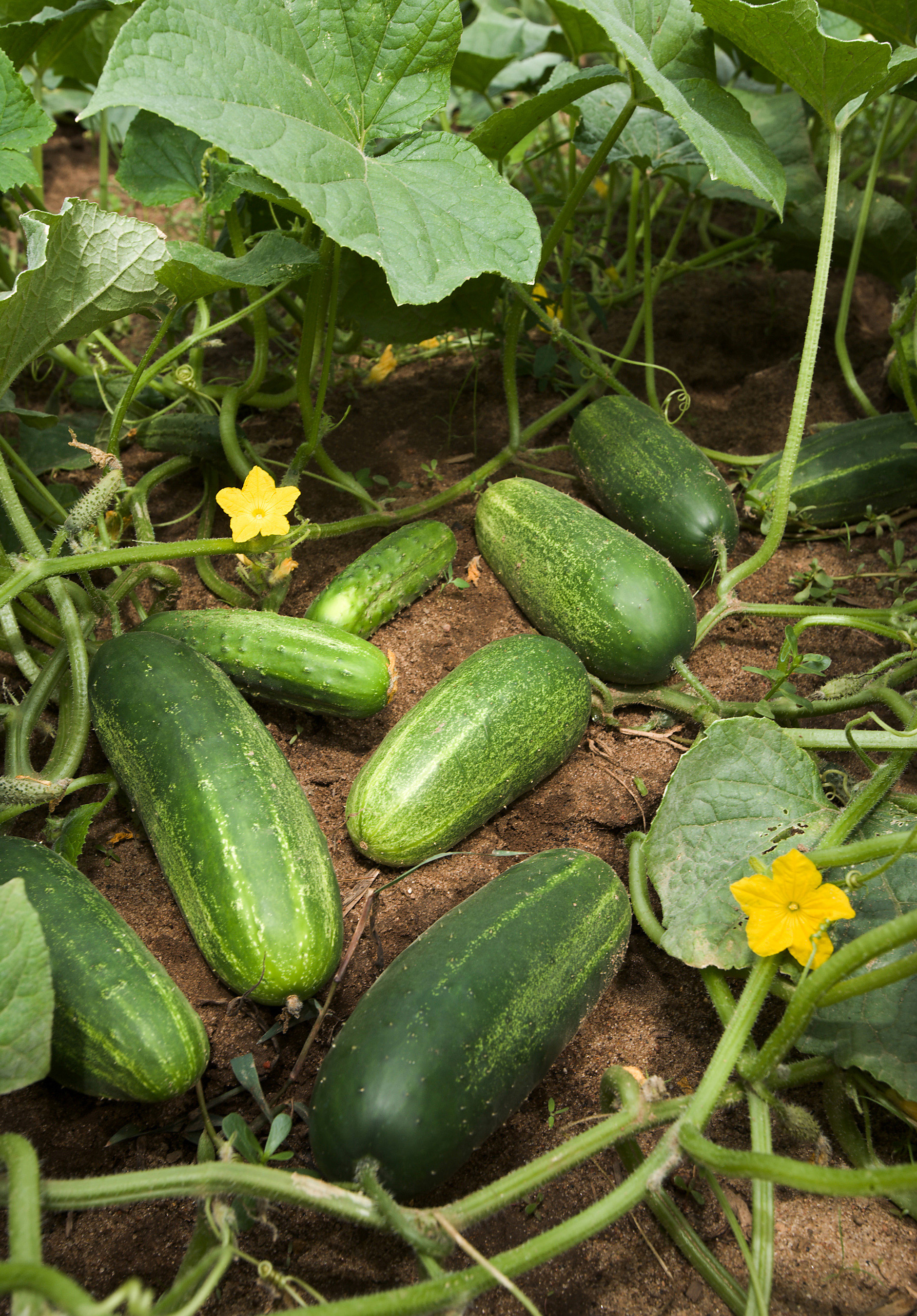
Огурец

Ты́квина (лат. pepo, peponium) — плод растений, характерный для представителей семейства Тыквенные (в том числе для арбуза, дыни, кабачка, огурца, тыквы).
Иногда к тыквинам относят также плоды растений семейств Кариковые (папайя), Банановые (банан), Страстоцветные (маракуйя).
Тыквина представляет собой паракарпный (то есть образовавшийся из паракарпного гинецея) многосемянный плод, образующийся из нижней завязи и включающей три плодолистика. Морфологически гомологична ягоде, но отличается от неё большим количеством семян и структурой околоплодника: тыквина характеризуется обычно сочным внутренним слоем, мясистым средним и твёрдым наружным. Иногда достигает довольно больших размеров, наружный слой иногда сплошь мясистый (огурец, дыня), иногда деревянистый.